# Kessel (Noord-Brabant)
Kessel is een dorp in de gemeente Oss in de Nederlandse provincie Noord-Brabant. Het was tot 1819 een zelfstandige gemeente, en fuseerde in dat jaar met de gemeenten Alem en Maren tot de gemeente Alem, Maren en Kessel. In 1958 werd deze gemeente opgeheven. Alem werd Gelders, terwijl Maren en Kessel bij de gemeente Lith werden gevoegd en dus Brabants bleven. Op 1 januari 2011 werd de gemeente Lith bij Oss gevoegd.
Kessel grenst aan het dorp Lith. De Kesselse uiterwaarden grenzen aan het recreatiegebied de Lithse Ham, een recreatiewater dat een verbinding heeft met de Maas. Dit gebied is ontstaan door ontgrondingen en heeft 250 ha open water.

## Toponymie
De naam Kessel is via Casella afgeleid van het Latijnse castellum, een Romeinse versterking.

## Geschiedenis
Door archeologische vondsten was het al langer bekend dat er in de Romeinse tijd mensen woonden in dit gebied en dat de Romeinen hier een steunpunt hadden. In december 2015 maakte Nico Roymans, archeoloog aan de Vrije Universiteit Amsterdam, bekend dat op grond van historische, archeologische en geochemische gegevens geconcludeerd kan worden dat Kessel de locatie is waar de Romeinse veldheer Julius Caesar in 55 v.Chr. twee Germaanse stammen (de Tencteren en de Usipeten) vernietigde. Tot dan toe was de locatie van deze veldslag, waarover Caesar uitvoerig schreef in Boek IV van zijn Commentarii de bello Gallico, onbekend. Dit is de vroegst bekende veldslag op Nederlandse bodem.
Tijdens zand- en grindwinningswerkzaamheden aan de Maas, waarbij de Lithse Ham werd uitgegraven, werden in 1976 de verspreide resten van een Romeinse tempel gevonden. Op basis van de gevonden fragmenten zou dit de grootste tempel van Bataafs Nederland kunnen zijn. Ze dateert uit ca. 100 n.Chr. en werd vermoedelijk gebouwd op een oudere cultusplek. Er zijn vele offergaven gevonden (26 zwaarden, munten en menselijk botmateriaal). De tempel stond op een plaats waar de Maas en Waal samenkwamen. Mogelijkerwijs was de naam van de Romeinse stad Vada of Vadam van deze plek, maar een andere kandidaat daarvoor is Wadenoijen.
De eerste vermelding van Kessel is in een document uit 997. Hierin schenkt koning Otto III zijn eigendommen in Marsna (Maren) en Casella aan bisschop Notger van Luik. Meer dan enkele boerderijen, gelegen op oeverwallen en rivierduinen, waren er toen nog niet.
In de Middeleeuwen behoorde het gebied tot het Kwartier van Maasland, en daarin was Kessel een eigen heerlijkheid. In een document uit 1315 was sprake van enkele lokale diffinitores aggerum, begrenzers van dijken ofwel heemraden. Deze moesten de Maasdijken beheren en toezicht houden op het onderhoud ervan. In 1349 werd door Hertog Jan II van Brabant een dijkstoel voor de Polder het Laag Hemaal ingesteld, bestaande uit een dijkgraaf en zeven heemraden. Deze situatie duurde voort tot de jaren 30 van de 20e eeuw toen Alem ten gevolge van de maasverbeteringswerken op de Gelderse oever kwam te liggen, waarna de Waterschap de Polder van Alem werd ingesteld. De Polder het Laag Hemaal bleef zelfstandig tot 1973 en ging toen deel uitmaken van het Waterschap Maaskant. Dit werd in 2004 opgenomen in het Waterschap Aa en Maas.
Kessel was een heerlijkheid die behoorde tot het Hertogdom Brabant. De eerste bekende heer van Kessel is Hendrik van Ranst, tevens heer van Boxtel, die in de eerste helft van de vijftiende eeuw leefde. In 1497 kwam de heerlijkheid Kessel door vererving in bezit van Jan van Horne en diens nazaten. De laatste daarvan was Willem Adriaan II van Horne, baron van Kessel en Batenburg, die overleed in 1694.
In de veertiende eeuw lieten de heren van Kessel een kasteel bouwen. Het werd in de zeventiende eeuw afgebeeld door Abraham Rademaker op een schilderij waarvan een kopie bewaard is gebleven. De restanten van het kasteel werden in 1801 gesloopt, waarbij de omgrachting behouden bleef, en de plaats waar het eens stond bleef bekend onder de naam "'t Hof". Op het terrein van het voormalige kasteel werd in 1923 een huis gebouwd. Hier werd achtereenvolgens een champignonkwekerij gevestigd en de eerste legbatterij van Nederland. Tegenwoordig bevindt zich er een varkenshouderij.
Kessel was betrekkelijk arm. Naast landbouw en de verkoop van hooi waren er nauwelijks economische activiteiten. Laaggelegen weilanden, hoewel vruchtbaar, overstroomden vaak in de zomer. Op het eind van de 18e eeuw woonden er 223 mensen, een aantal dat in de eeuwen daarna geleidelijk opliep tot ongeveer 400.

## Kerk
Oorspronkelijk was er voor Maren en Kessel samen één kerk, aan Sint-Lambertus gewijd en met het patronaatsrecht in handen van het Kapittel van Sint-Lambertus te Luik. Doch toen Kessel een heerlijkheid werd kreeg Kessel een eigen tufstenen Romaans kerkje, toegewijd aan Antonius Abt. Vanaf 1648 werd deze kerk door de Hervormden gebruikt en in 1767 werd er een raadhuisje tegenaan gebouwd. De katholieke schuurkerk van Kessel werd bediend door pastoors uit Maren. De katholieken kregen hun kerk in de Franse tijd weer terug, maar in 1837 werd er een waterstaatskerk gebouwd en het oude kerkje werd gesloopt. In 1926 werd de waterstaatskerk vervangen door een kerk van Caspar Franssen. Deze werd echter in 1944 door de bezetter opgeblazen. Ook veel huizen in het dorp werden vernield. De kerk werd niet herbouwd, maar de parochies Maren en Kessel werden bij elkaar gevoegd en een nieuwe kerk werd gebouwd te Maren-Kessel, een nieuwe dorpskern tussen de twee verwoeste dorpjes Maren en Kessel in.

## Natuur en landschap
Kessel ligt aan de Maasdijk. De uiterwaarden zijn echter vergraven tot de Lithse Ham, die is ingericht als recreatieplas. Bij de Maasdijk ligt een aantal wielen, waaronder het Buitenkil tegenover Maren-Kessel.
Landinwaarts liggen de Polder het Hoog Hemaal en de Polder het Klein Hemaal, die vanouds kaal en boomloos waren omdat de Traverse van de Beerse Overlaat vrij van obstakels moest zijn. In dit gebied liggen drie eendenkooien die in het gebied Lithse Kooi liggen. Ten zuiden daarvan stroomt de Hertogswetering met parallel hieraan de Rode Wetering.

## Bekende inwoners
- Hendrik Roes, landbouwhervormer en pastoor te Kessel van 1909-1919
- Henk Vandenhoogen, Componist, Musicus. geboren 26-11-1949 te Kessel
- Johannes Vriezekolk, secretaris van de Heerlijkheid Kessel 1747-1818
- Erik Willems, filmmaker, geboren in 1957 te Kessel

## Nabijgelegen kernen
- Lith, Maren-Kessel

## Galerij

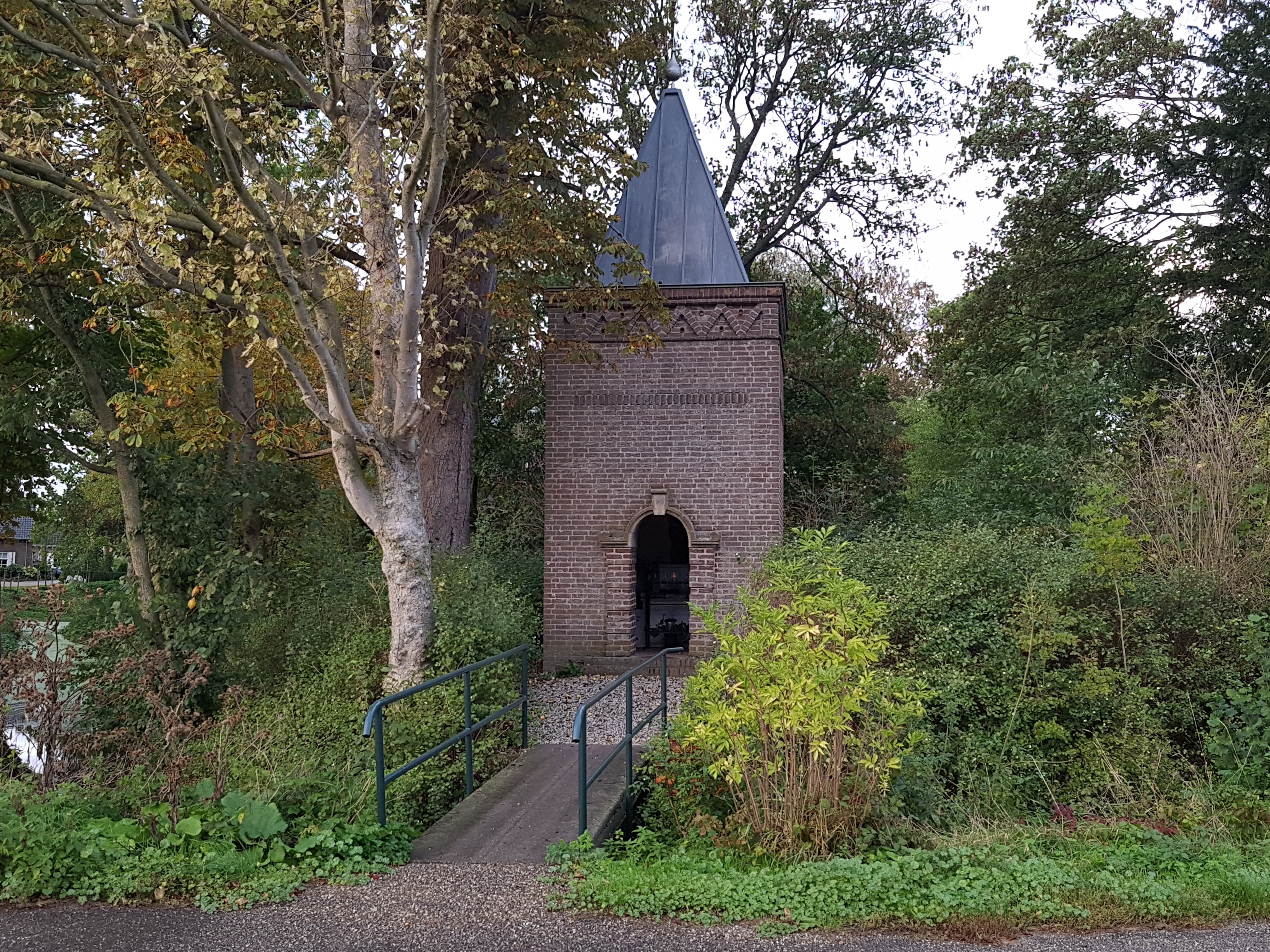
Mariakapel; Achterstraat
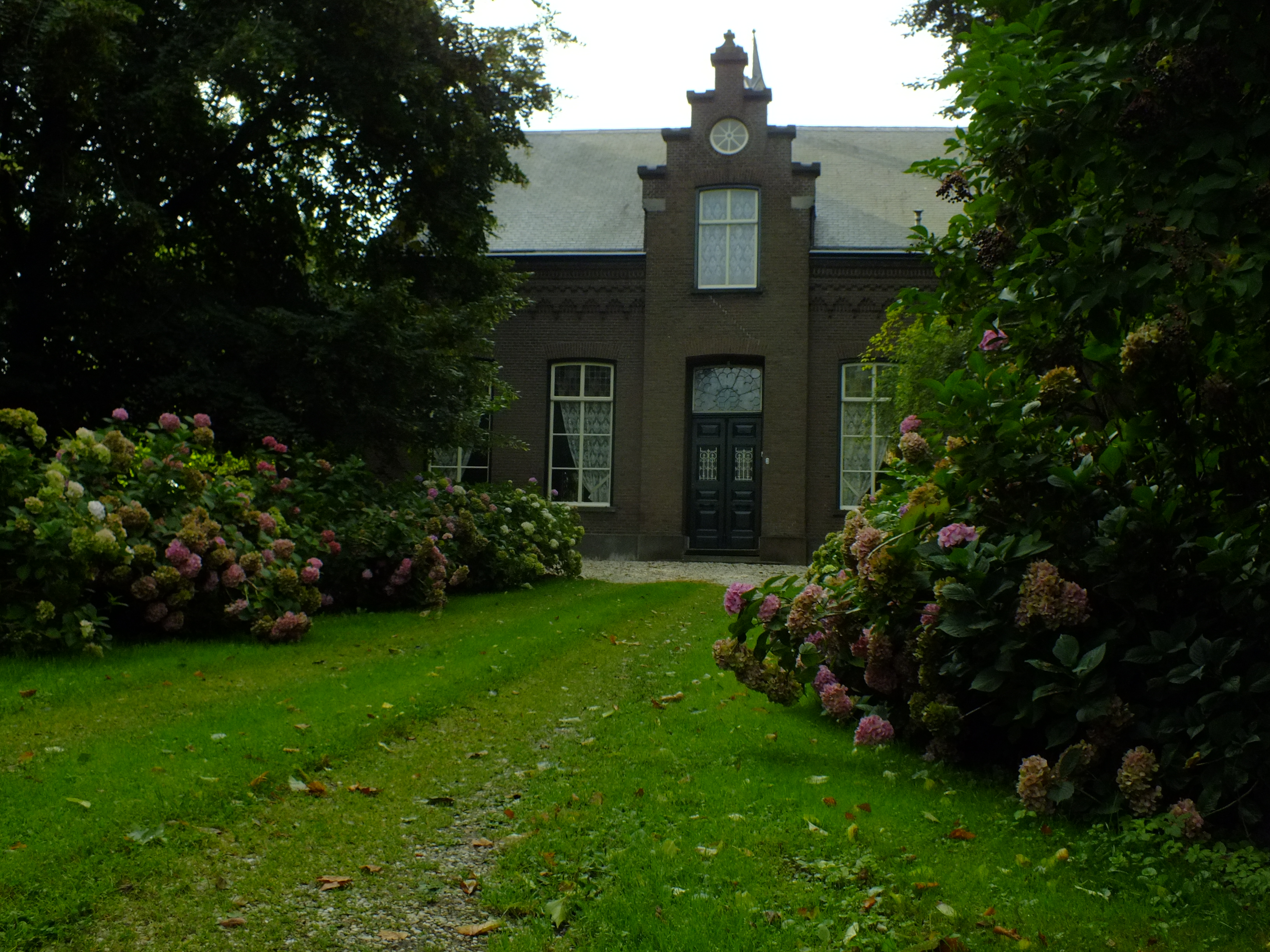
Voormalige pastorie
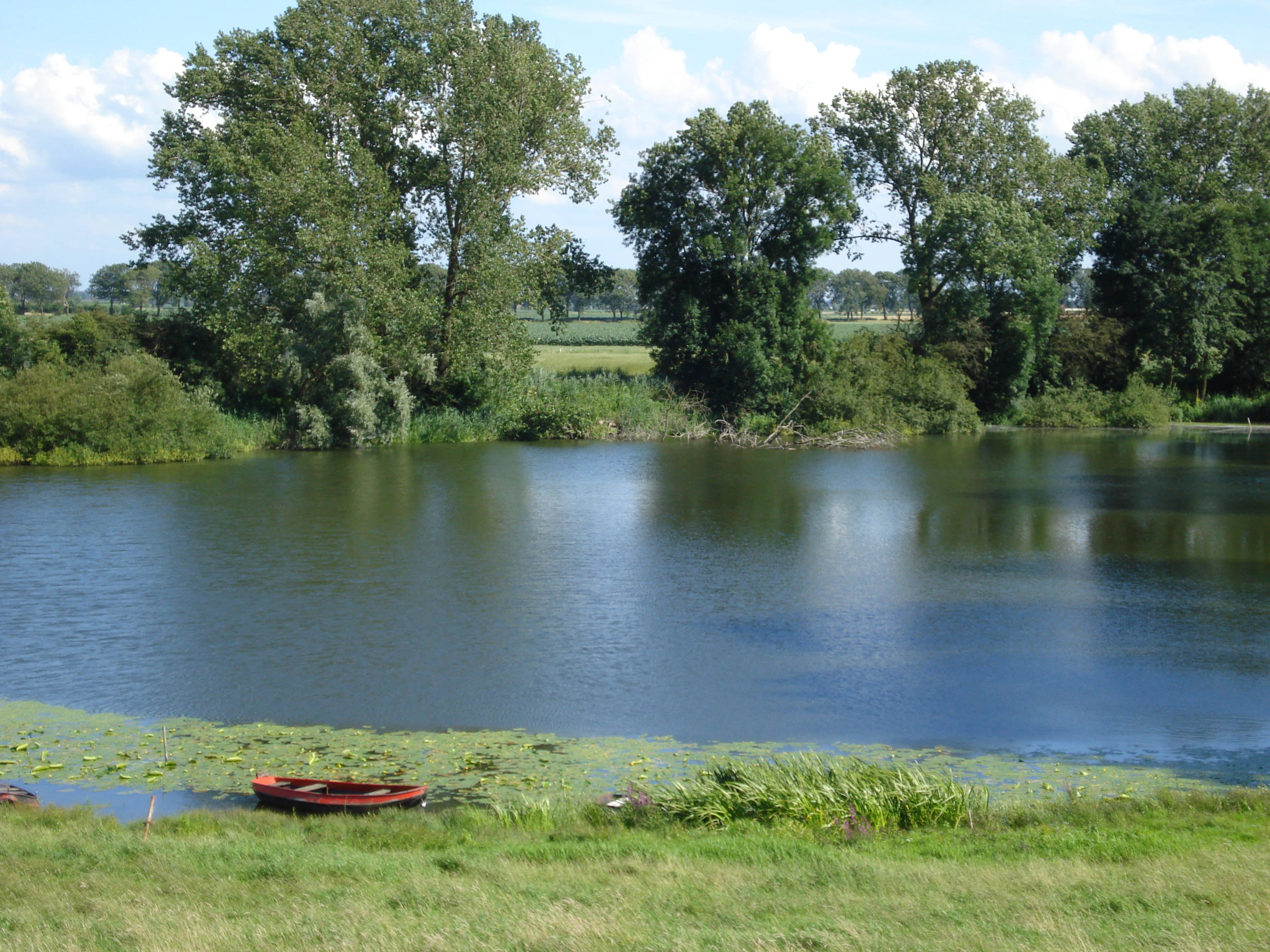
Soldatenwiel